# Coñocranra
Der Coñocranra, Quechua-Name: Quñuqranra, ist mit einer Höhe von 5181 m die höchste Erhebung der Cordillera Negra, einem Gebirgszug der peruanischen Westkordillere, in der Region Ancash im Westen von Peru.

## Lage
Der Berg befindet sich im Osten der Provinz Santa unweit der Grenze zur Provinz Huaylas. Am Gipfel treffen sich die Distrikte Caceres del Perú (von Süden) und Macate (von Norden). Der Distrikt Santo Toribio reicht bis auf 500 m von Osten an den Gipfel heran. 2 km südlich führt eine Bergstraße, welche die Stadt Santa mit Santo Toribio verbindet, vorbei. An der Südostflanke befindet sich das Quellgebiet des Río Nepeña. Die West- und Nordflanken werden über den Río Grande nach Norden zum Río Santa entwässert. Die Ostflanke wird vom Río Tambo, einem kleineren Nebenfluss des Río Santa, nach Nordosten entwässert.